# Plectrocnemia subsequa
Plectrocnemia subsequa là một loài Trichoptera hóa thạch trong họ Polycentropodidae.